# Otto Lipmann
Otto Lipmann (* 6. März 1880 in Breslau; † 7. Oktober 1933 in Neubabelsberg) war ein deutscher Psychologe.

## Werdegang
Otto Lipmann studierte ab 1899 bis 1904 Philosophie und Psychologie in München, Berlin und Breslau. Er promovierte bei Hermann Ebbinghaus im Jahr 1904 mit der Arbeit Der Einfluß der einzelnen Wiederholungen auf verschieden starke und verschieden alte Associationen. Ab 1906 baute er gemeinsam mit William Stern und Otto Bobertag das erste private „Institut für angewandte Psychologie und psychologische Sammelforschung“ in Leipzig auf. Er war Herausgeber der Zeitschrift für angewandte Psychologie. Ende 1932 erhielt er einen Lehrauftrag für Arbeitspsychologie an der Berliner Universität. Als die Zeitschrift für angewandte Psychologie von den Nationalsozialisten verboten wurde und die SA sein Institut verwüstete, beging Lipmann vermutlich Selbstmord.

## Forschung
Lipmann gilt als einer der Begründer der Arbeitspsychologie in Deutschland.

## Veröffentlichungen
- Psychologie und Schule. Langensalza: Beltz, 1920.
- Handbuch der psychologischen Hilfsmittel in der psychiatrischen Diagnostik. Leipzig: Barth, 1922.
- Lehrbuch der Arbeitswissenschaft. Jena: Fischer, 1931.
- The human factor in production. Personnel Journal, 7, 87–95, 1928–29.